# San Pedro de Urabá

Bandeira de San Pedro de Urabá.

Localização de San Pedro de Urabá, no departamento de Antioquia.

San Pedro de Urabá é uma cidade e município da Colômbia, no departamento de Antioquia. Dista 425 quilômetros de Medellín, a capital do departamento. O município possui uma superfície de 475 quilômetros quadrados e se localiza a 200 metros acima do nível do mar.